# Stara Wieś (Strawczynek)
Stara Wieś – część wsi Strawczynek w Polsce położona w województwie świętokrzyskim, w powiecie kieleckim, w gminie Strawczyn.
W latach 1975–1998 Stara Wieś administracyjnie należała do województwa kieleckiego.